# Mitsubishi Corporation
Mitsubishi Corporation (三菱商事株式会社 Mitsubishi Shōji Kabushiki Kaisha) (TYO: 8058
LSE: MBC
) er Japans største handelsvirksomhed (sogo shosha) og en del af Mitsubishi keiretsu. Mitsubishi Corporation beskæftiger over 50.000 medarbejdere i syv forretningsenheder. Virksomheden er bl.a beskæftiget indenfor finans, bank, energi, maskiner, kemikalier og fødevarer.

## Forretningsenheder
Mitsubishi Corporation forretninger er opdelt i syv enheder:
- Forretningsudvikling
- Industriel finansiering, logistik og koncernudvikling
- Energiforretninger
- Metaller
- Maskiner
- Kemikalier
- Fødevarer